# Horornis fortipes
Horornis fortipes е вид птица от семейство Cettiidae.

## Разпространение
Видът е разпространен в Бангладеш, Бутан, Виетнам, Индия, Китай, Лаос, Мианмар, Непал и Пакистан.